# Michal Balner
Michal Balner (* 12. September 1982 in Opava) ist ein tschechischer Stabhochspringer.

## Sportliche Laufbahn
Balner erreichte bei den Weltmeisterschaften 2007 in Osaka mit einer Höhe von 5,55 Metern den 19. Gesamtplatz. Bei den Halleneuropameisterschaften 2009 erreichte er den 14. Platz.
Im folgenden Jahr erreichte er bei den Hallenweltmeisterschaften 2010 in Doha den sechsten Rang. Im gleichen Jahr erzielte er bei den Europameisterschaften 2010 den 13. Platz.
Bei den Europameisterschaften 2014 in Zürich erzielte der den zwanzigsten Platz. Mit einer Höhe von 5,65 Metern erzielte er bei den Halleneuropameisterschaften 2015 dem siebten Rang.
Im folgenden Jahr nahm er erstmals an den Olympischen Sommerspielen teil. Er erreichte bei den Olympischen Sommerspielen 2016 in Rio de Janeiro mit 5,50 Metern den siebten Gesamtrang. In diesem Jahr erzielte er zudem den neunten Platz bei den Hallenweltmeisterschaften 2016 und den 19. Rang bei den Europameisterschaften 2016.
2017 belegte er bei den Weltmeisterschaften 2017 den 25. Platz.

## Persönliche Bestleistungen
- Freiluft: 5,82 m, 24. Juni 2015, Baku
- Halle: 5,76 m, 28. Februar 2010, Prag